# CR花の慶次〜斬
『CR花の慶次〜斬』（シーアールはなのけいじ ざん）は、2009年2月にニューギンが開発、発売したデジパチタイプのパチンコ。漫画家の原哲夫が『週刊少年ジャンプ』（集英社）で連載していた『花の慶次』のタイアップ機種で、2007年に発売された『CR花の慶次』の後継機。

## 概要
一部ステージの追加などはあるものの、ほぼ前作を踏襲した作りとなっている。

## スペック
- 大当たり確率1/399.25（高確率時1/39.93） ※メーカー発表
- 確率変動割合 80%（16R確変47%、RUB16回15%、32回3%、48回3%、+＠2%、2R確変10%、2R通常20%）
- 大当たり出玉　（16R1550個、RUB16回550個、32回1100個、48回1470個、+＠1580個、2R0個）
- 賞球数 3&4&6&14 大当たり16R8C、ランクアップボーナス16R8C（16回、32回、48回開放またはフルオープン）
- 確率変動図柄 「一」～「七」の3つ揃い
- ランクアップボーナス 左右「一」～「七」および中図柄「大ふへん者」揃い。
- 2R当選、小当たり 左右「一」～「七」および中図柄「傾奇者」揃い。
- 小当たり確率は本抽選とは別に1/319.4で行われる。高確率状態時も同様1/319.4のまま。
- 2R当選、小当たりはバラバラ目で発生することもある。
- 実際の大当たり、確変、小当たりの振り分けは、右下にある桜の花びらをあしらったランプと「2」・「16」・「16」のランプの組み合わせの表示に準ずる。

## 主題歌
真戦モード（確変）中は角田信朗によるオリジナル曲『よっしゃあ漢唄（おとこうた）』及び『漢花（おとこばな）』が、15R大当たり中は『傾奇者恋歌』が前作に続き流れる。またプレミアム大当たり時には日野あずきによる『ひとひらの花』（もののふリーチからの大当たり時）と『煌き』（4種あるプレミアムラウンド大当たり時）が流れる。
2008年12月24日にオリジナル盤CDの先行発売とプロモーションビデオの公開が行われ、翌2009年3月4日にはシングルCD「よっしゃあ漢唄」が正式リリースされた。